# Roger Cowley
Roger Arthur Cowley, FRS, FRSE, FInstPhys (24 de fevereiro de 1939) é um físico inglês.
Especializado em excitação dos sólidos, graduado em física na Trinity Hall (Cambridge), em 1960, com doutorado em 1963. Apontado professor de física da Universidade de Edimburgo em 1970, e professor de filosofia experimental da Universidade de Oxford, em 1988.
Cowley é um especialista em espalhamento de neutrons, suas investigações levaram ao estudo da transição de fase.
Foi eleito membro da Royal Society em 1978.